# 斯德哥爾摩市政廳
斯德哥爾摩市政廳（當地人又稱之為）是瑞典斯德哥爾摩議會的所在建築物。市政廳位於國王島（Kungsholmen），歷史上的Eldkvarn磨坊曾坐落地方上。
市政廳由建築師Ragnar Östberg設計，並於1911年和1923年間興建。大樓被兩個大型廣場、一個外庭院和一個室內大堂包圍，共由8百萬塊紅磚築成。原本打算把室內大堂設計成藍色，故把它稱為「藍色大堂」（Blå hallen），但後來他看見美麗的紅磚時，便改變主意，不把外墙塗成藍色了。「藍色大堂」最著名的活動，莫過於每年12月諾貝爾獎頒獎禮後的晚宴。大堂內的管風琴有10270支音管，為斯堪的納維亞地區之中最大型的。
「金色大堂」有超過1千8百萬塊玻璃和黃金碎片砌成，可供700人享用宴會。在106米的高塔上，可俯瞰斯德哥爾摩市，塔頂端有瑞典的國家象徵「三王冠」標誌。

## 圖像

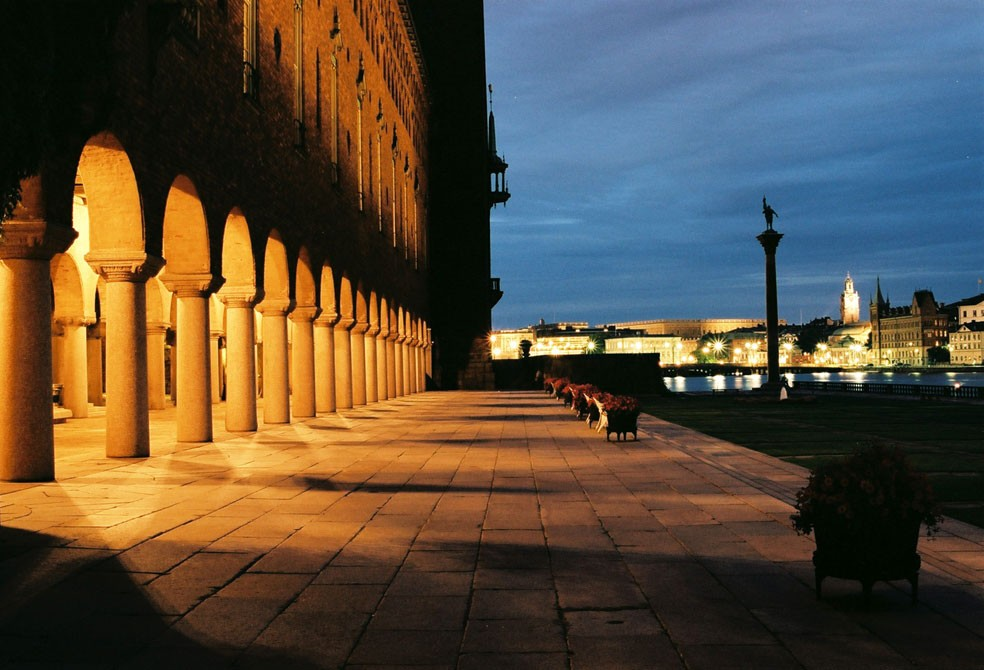
夜間的市政廳
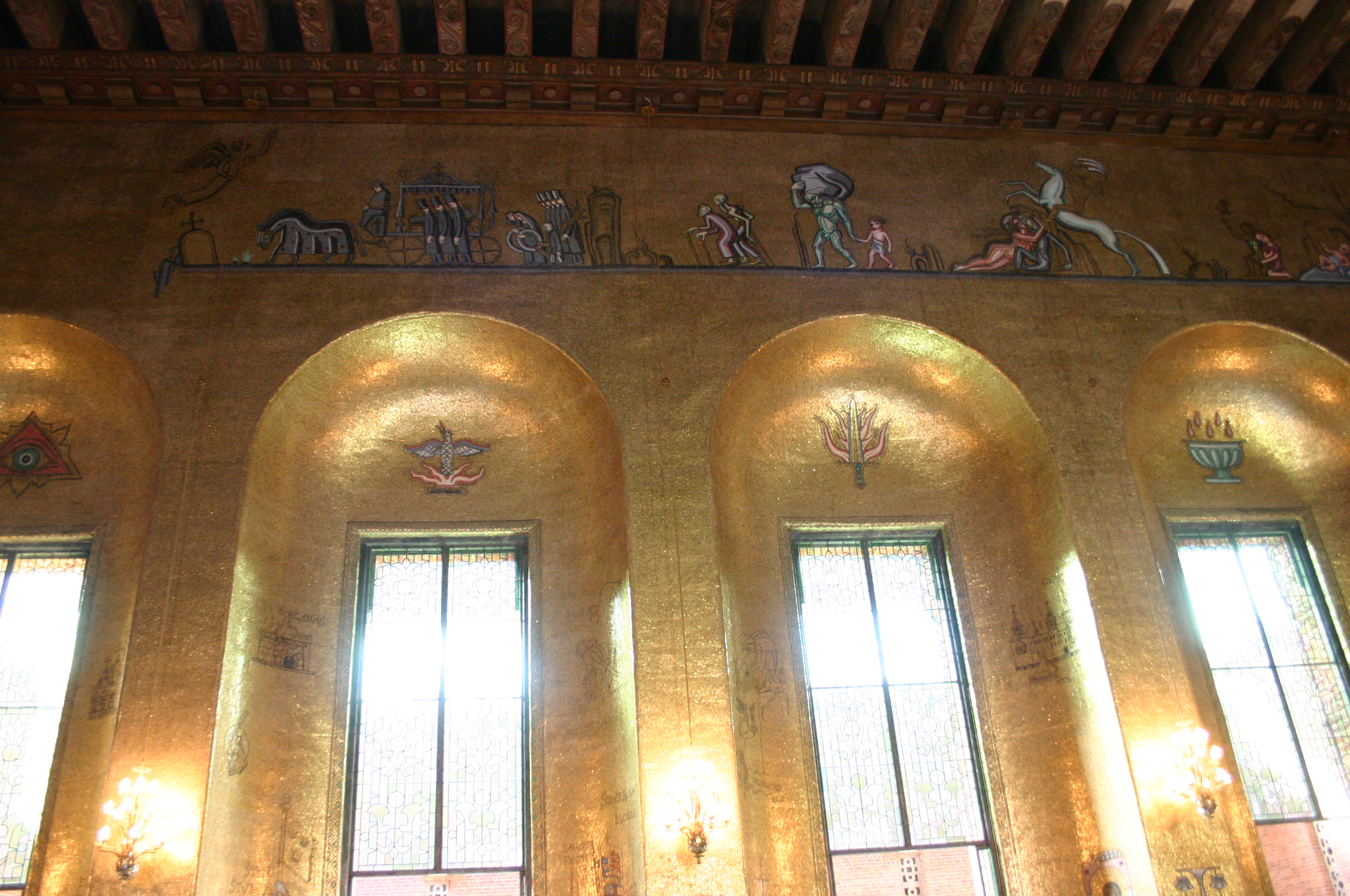
市政廳內的金色房間
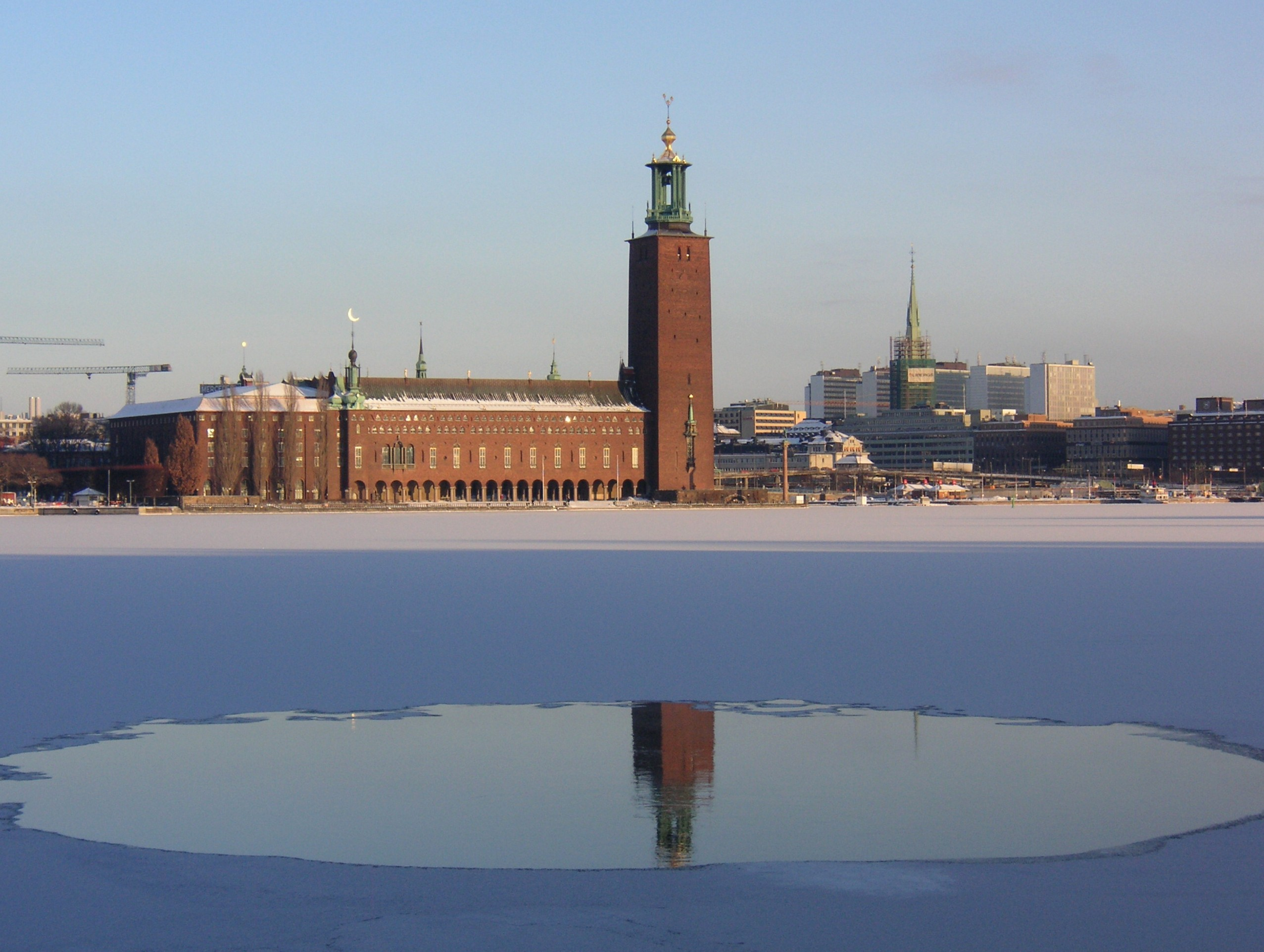
從一月的梅拉倫湖遠眺市政廳
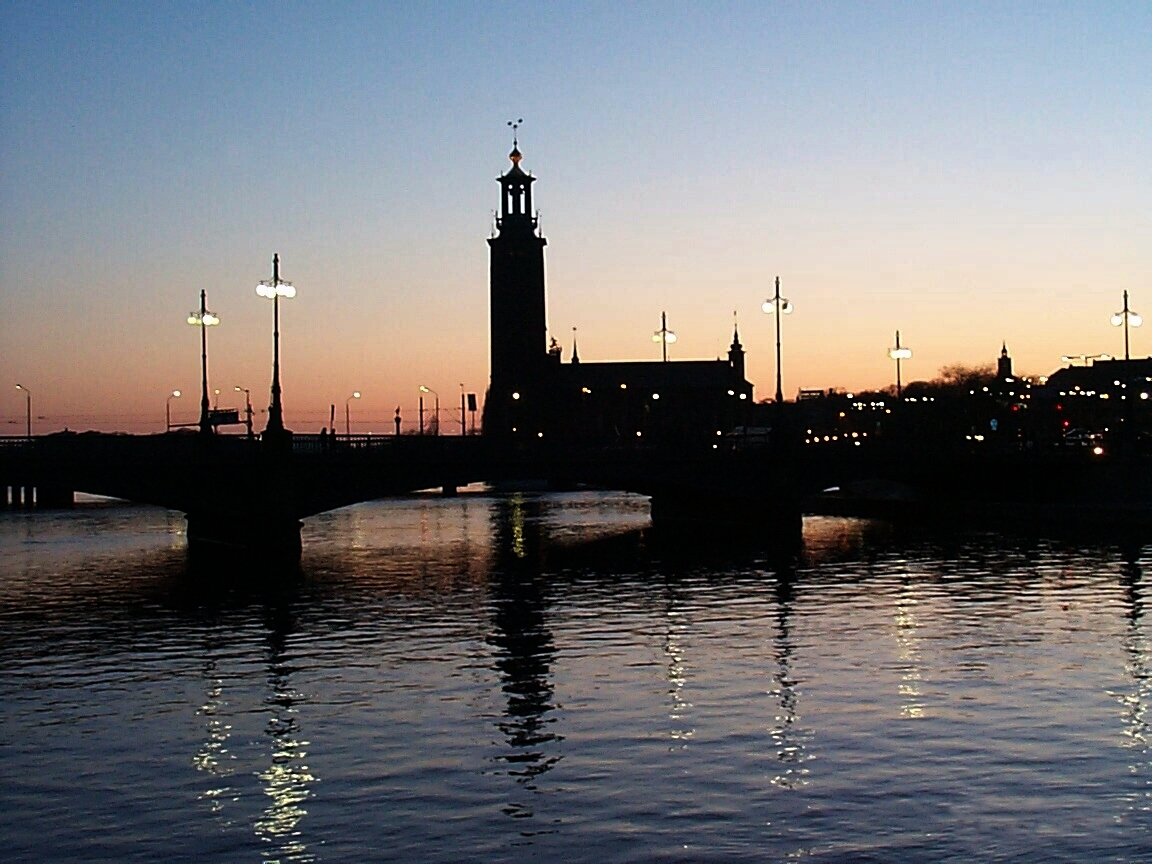
日落下的市政廳

## 外部連結
维基共享资源上的相關多媒體資源：斯德哥爾摩市政廳
- Stockholm City: Official city hall pages （页面存档备份，存于）
- CityMayors.com: Stockholm City Hall （页面存档备份，存于）
- Stockholm360.net: Virtual Tour of Stockholm City Hall （页面存档备份，存于） — with 360 x 180 degree panoramas.